# Rigoberto Cabezas
Rigoberto Domingo de los Dolores Cabezas Figueroa (Cartago, Costa Rica, 4 de agosto de 1860-Masaya, Nicaragua, 21 de agosto de 1896) fue un periodista, militar y político nicaragüense reconocido como fundador del Diarismo Nicaragüense porque el 1 de marzo de 1884, en la ciudad de Granada, fundó el "Diario de Nicaragua", el primer diario en la historia de este país centroamericano.
Es honrado como héroe nacional de Nicaragua porque siendo inspector general de Armas en la Reserva Mosquitia durante el gobierno de José Santos Zelaya, mediante un paso audaz, trascendental y patriótico, por sí y ante sí decretó la incorporación de la Mosquitia (Costa Caribe de Nicaragua) el 12 de febrero de 1894, desconociendo a Robert Henry Clarence como Jefe Hereditario Misquito, engrandeciendo el territorio nacional de Nicaragua al legarle más de 50.000 kilómetros cuadrados.

## Biografía
Nació el 4 de agosto de 1860 en la ciudad de Cartago, Costa Rica, como hijo primogénito del matrimonio conformado por el nicaragüense don Diego Cabezas Alvarado y la costarricense Josefa Figueroa Oreamuno. Su nombre completo era Rigoberto Domingo de los Dolores según consta en la Fe de Bautismo, bautizado por el presbítero Víctor Ortiz, y siendo su madrina, María Gertrudis Oreamuno. 
A corta edad mostró aptitudes literarias, leía a los autores clásicos y a los enciclopedistas, fueron estas lecturas que formaron su carácter, intelecto e ideas republicanas basadas en la Revolución Francesa.
Con solamente trece años de edad fundó una "sociedad secreta" al estilo de las Logias Masónicas de la época, denominada "Friendship", redactó él mismo los estatutos y el primer artículo establecía que quienes ingresaban a esa sociedad debían mirarse como hermanos.

## Periodista: cárcel y exilio
Se inició en el periodismo, por medio del cual criticó al presidente Tomás Guardia Gutiérrez, quien le mandó encarcelado a la tenebrosa Isla San Lucas, donde convivió varios meses con presos de la peor ralea. Al salir en 1881, partió al exilio a Guatemala y quienes le conocieron le describen así:
"joven de frente amplia y despejada, con el cabello partido por el lado izquierdo; boca regular, nariz aguileña, ojos vivos y escrutadores."
En Guatemala gobierna el general Justo Rufino Barrios, que sueña con la Unión Centroamericana. Rigoberto, lee a Rousseau, Voltaire, Diderot; llenándose del pensamiento revolucionario de la época, el Liberalismo, pero su ídolo es Robespierre. 
A finales de ese año se traslada a El Salvador, y de ahí, en 1882 llega a Masaya, ciudad natal de su abuela paterna doña Asunción Alvarado.

## Fundador del diarismo en Nicaragua
Desde esa ciudad escribe y contacta a Anselmo Hilario Rivas proponiéndole la publicación de un periódico diario:
"Un periódico que eduque al pueblo." -le dice.
Además, exponía lo que debía ser un diario:
"que estudie los múltiples problemas que se presentan en el país, que informe de lo bueno y lo malo que proceden los gobiernos, que haga oposición honesta y respetuosa."
Anselmo H. Rivas le responde favorablemente; pero confiesa carecer de dinero para la empresa. Entonces Rigoberto se da a la tarea de obtener los fondos que le permitan alcanzar su propósito.
El "Diario de Nicaragua" aparece por primera vez el 1 de marzo de 1884 en la ciudad de Granada.
En su primer editorial, Rigoberto Cabezas escribió:
"El Diario no será órgano de las aspiraciones mezquinas de ningún círculo: Será el centinela avanzado de los intereses del país, los que defenderá contra toda tendencia a defraudarlos cualquiera que sea la fuente de donde proceda."
Pronto surgirían diferencias entre Rivas y Cabezas. Las contradicciones eran motivadas por ciertas críticas que Rigoberto hizo en contra del expresidente Vicente Cuadra (1871-1875), quien era accionista junto con otro expresidente Joaquín Zavala (1879-1883), ambos conservadores. Cuadra decidió dejar de ser "mecenas" y el diario terminó cerrado a los setenta días de iniciado con el último número del Diario, correspondiente al 29 de junio. 
En octubre de 1884, Rigoberto Cabezas fue expulsado a Guatemala acusado por el gobierno del presidente Adán Cárdenas (1883-1887) de conspirar contra los sagrados principios de la Libertad de prensa. El 14 de diciembre de ese mismo año, Rigoberto escribe al presidente Cárdenas: 
"Mi expulsión fue un golpe dado a la libertad de imprenta, porque como Nicaragua entera lo sabe, lo que se quería conseguir era la desaparición absoluta del «Diario de Nicaragua»."
Del exilio guatemalteco, Cabezas es también expulsado a México por el gobierno del General Lisandro Barillas, quien había sucedido a Barrios. De México, viaja a Estados Unidos y luego a Cuba desde donde regresa a Nicaragua en 1887 y consagra su tiempo a la formación de una organización de obreros, a quienes dicta charlas sobre política, economía e historia. A los obreros les dice: 
"Ya es hora de despertar, de pensar, de adquirir conciencia de vuestra fuerza, de tener un propósito y de ir adelante."

## Jefe revolucionario en 1893
Corre el 1888, se dedica a la agricultura y la ganadería, tomando en arriendo a la municipalidad de Boaco, una finca llamada "Los Encuentros". Así transcurren los años, el país se agita por el movimiento libero-conservador contra el presidente Roberto Sacasa y Sarria.
Convertido en jefe de la Revolución Liberal organizó y dirigió, con éxito, el asalto del cuartel y toma la ciudad de Boaco el 29 de abril de 1893. Su segundo al mando fue el General Carlos Alegría, combatiente de San Jacinto, junto a ellos el General Carlos José Lacayo y el Coronel Salvador Barquero.
Posteriormente libró otro combate en la finca "El Cuero", donde resultó herido en una pierna, siendo trasladado a Granada a casa del General Eduardo Montiel, donde convalece. Trata de apartarse a la vida privada; pero no lo consigue. Durante se restablecía llegó el General Sebastián Gutiérrez a entregarle dinero en pago por los días de servicio en la milicia, y el nombramiento del grado de Capitán. Cabezas contestó:
"Yo no puedo recibir dinero que no he ganado. He intervenido en la lucha porque como nicaragüense consideré mi deber contribuir al derrocamiento de quien solo males ocasionaba a la Patria. Yo no he hecho más que cumplir con mi deber para con ella. A mí nada se me debe porque la sangre derramada por mí es poca en comparación con lo que a ella le debo, y por lo que Dios mediante, debo hacer en beneficio de su derecho. En cuanto al grado que se me otorga es mayor al de mis merecimientos. Es la primera vez que intervengo en un campo de batalla y no es razón para que se me dé un grado tan alto. Mucho le agradeceré que se me dé el grado de teniente. Con él me sentiré satisfecho."

## Triunfo de la revolución liberal
El 11 de julio de 1893, toma el poder el liberal José Santos Zelaya. Este nombra a Carlos Alberto Lacayo como Comisario de la Reserva Mosquitia en la Costa Atlántica. Lacayo condiciona su aceptación de ese nombramiento a que Rigoberto Cabezas sea nombrado su Secretario. Meses más tarde, el 23 de octubre, Rigoberto es nombrado Inspector General de Armas de la Reserva Mosquitia.

## Incorporación de Mosquitia
En 1894, durante la crisis de Nicaragua de 1894-1895 con el Imperio británico, firma el decreto de incorporación de Mosquitia, obteniendo así este territorio para Nicaragua, no sin antes enfrentar un ultimátum.
Después de sofocar con inteligencia y energía los movimientos armados para legalizar todo lo actuado, convocó a los misquitos a una convención el 20 de noviembre de 1894, en la que los delegados ratificaron la incorporación y acordaron sujetarse a las leyes, autoridades y Constitución Política de La República de Nicaragua, para formar parte de su organización política y administrativa, bajo el amparo de la Bandera de la República con el nombre de Departamento de Zelaya. 
En 1895 funda en la imprenta "Bluefields Messenger" el periódico "La Gaceta del Norte", que él mismo dirige, bajo el lema: Constitución, Trabajo, Probidad
Ese mismo año, deja la Costa Caribe víctima de intrigas. Se instala en Masaya, retirándose de la política.

## Obra y legado patriótico
Por el Tratado Altamirano-Harrison del 19 de abril de 1905, que inmortalizó su obra patriótica, su Majestad Británica reconoció la absoluta soberanía de Nicaragua sobre la antigua Reserva Mosquitia.

## Muerte
Adquiere una pequeña finca a la que nombra "El Aventino" en donde contrae el tétanos. 
Murió en Masaya, Nicaragua en casa de su abuela paterna, pobre y abandonado el 21 de agosto de 1896, a los 36 años de edad.
Su restos reposan en una tumba ubicada en el antiguo cementerio de Masaya (salida hacia Catarina), con una placa que financiaron diplomáticos costarricenses -para escarnio de sus connacionales que aún hoy en día no valoran su obra patria-.

## Día nacional del periodista nicaragüense
En homenaje a este fundador del diarismo y incorporador de la Mosquitia, el Sindicato de Periodistas logró el 28 de febrero de 1964, que el Congreso Nacional de Nicaragua promulgara la Ley declarándolo «Día Nacional del Periodista Nicaragüense». Por esta efemérides se realizan múltiples actividades en reconocimiento a la actividad de los periodistas nicaragüenses en su diaria labor por mantener vigente la libertad de expresión y la libertad de prensa.

### Honores
- Edición postal conmemorando el centenario del natalicio de Rigoberto Cabezas según Decreto n.º 32, Aprobado el 25 de mayo de 1960 y publicado en La Gaceta, Diario Oficial No .137 con fecha 20 de junio de 1960.
- A partir del año 1964 en Nicaragua se celebra el 1 de marzo como «Día Nacional del Periodista» declarado así en recordación de la fecha de aparición del primer Diario impreso en el país, bajo la dirección de Rigoberto Cabezas, glorioso incorporador de la Mosquitia.
- Creación de la Orden "Rigoberto Cabezas Figueroa" como el reconocimiento más distinguido que otorga la Asamblea Nacional de la República de Nicaragua a los comunicadores sociales nacionales y extranjeros.
- Por decreto legislativo se nombra el municipio de Puerto Cabezas con cabecera departamental en la ciudad de Bilwi en la Región autónoma de la Costa Caribe Norte. La terminal aérea de esta ciudad lleva su nombre.
- En la ciudad de Managua existe la Rotonda del Periodista que lleva su nombre.